# Казалнуово ди Наполи
Казалнуово ди Наполи (итал. Casalnuovo di Napoli) град је у Италији у регији Кампања. Према процени из 2010. у граду је живело 50.724 становника.

## Становништво
Према резултатима пописа становништва 2011. у општини је живело 48.621 становника.
| 1931.  | 1936.  | 1951.  | 1961.  | 1971.  | 1981.  | 1991.  | 2001.  | 2011.  |
| ------ | ------ | ------ | ------ | ------ | ------ | ------ | ------ | ------ |
| 10.976 | 11.794 | 13.869 | 16.105 | 17.721 | 21.033 | 33.827 | 47.940 | 48.621 |